# Kaiserpokal 1988
Der Kaiserpokal 1988 war die 68. Austragung des Kaiserpokals, des höchsten japanischen Fußballpokalwettbewerbs. Sieger des Wettbewerbs waren die Nissan Motors.

## Ergebnisse

### 1. Runde
|                              | Ergebnis |                                               |
| ---------------------------- | -------- | --------------------------------------------- |
| Yamaha Motors                | 3:0      | Toho Titanium                                 |
| Fujitsu                      | 1:2      | Matsushita Electric                           |
| Cosmo Oil                    | 2:1      | Toshiba                                       |
| Aoyama-Gakuin-Universität    | 0:8      | Honda Motors                                  |
| Yomiuri                      | 4:1      | TDK                                           |
| Komazawa-Universität         | 2:1      | YKK                                           |
| Yanmar Diesel                | 8:1      | Universität Sapporo                           |
| Universität Tsukuba          | 0:2      | Nissan Motors                                 |
| Mitsubishi Heavy Industries  | 1:0      | Mazda                                         |
| Dōshisha-Universität         | 1:2      | Sumitomo Metals                               |
| Handelsuniversität Osaka     | 3:4      | Nippon Steel                                  |
| Mitsubishi Chemical Kurosaki | 1:5      | Fujita Industries                             |
| Furukawa Electric            | 1:0      | Chuo Bohan                                    |
| Tanabe Pharmaceutical        | 4:1      | Teijin                                        |
| All Nippon Airways           | 5:0      | Osaka University of Health and Sport Sciences |
| Toyota Motors                | 1:0      | NKK                                           |

### Achtelfinale
|                             | Ergebnis        |                       |
| --------------------------- | --------------- | --------------------- |
| Yamaha Motors               | 2:0             | Matsushita Electric   |
| Cosmo Oil                   | 0:2             | Honda Motors          |
| Yomiuri                     | 3:0             | Komazawa-Universität  |
| Yanmar Diesel               | 0:1             | Nissan Motors         |
| Mitsubishi Heavy Industries | 1:2             | Sumitomo Metals       |
| Nippon Steel                | 0:7             | Fujita Industries     |
| Furukawa Electric           | 1:1 (2:4 i. E.) | Tanabe Pharmaceutical |
| All Nippon Airways          | 3:1             | Toyota Motors         |

### Viertelfinale
|                       | Ergebnis        |                    |
| --------------------- | --------------- | ------------------ |
| Yamaha Motors         | 2:0             | Honda Motors       |
| Yomiuri               | 1:1 (2:3 i. E.) | Nissan Motors      |
| Sumitomo Metals       | 0:2             | Fujita Industries  |
| Tanabe Pharmaceutical | 0:1             | All Nippon Airways |

### Halbfinale
|                   | Ergebnis |                    |
| ----------------- | -------- | ------------------ |
| Yamaha Motors     | 0:1      | Nissan Motors      |
| Fujita Industries | 2:1      | All Nippon Airways |

### Finale
|               | Ergebnis |                   |
| ------------- | -------- | ----------------- |
| Nissan Motors | 3:1      | Fujita Industries |